# Feel Good Time
Feel Good Time is een nummer van de Amerikaanse zangeres Pink uit 2003, in samenwerking met de Britse muzikant William Orbit. Het is de eerste single van Try This, het derde studioalbum van Pink. Tevens staat het nummer op de soundtrack van de film Charlie's Angels: Full Throttle.
Het nummer bevat samples uit het nummer "Fresh-Garbage" van Spirit, vandaar dat zanger Jay Ferguson ook op de credits vermeld staat. William Orbit schreef "Feel Good Time" samen met zanger Beck. Het nummer was in de eerste instantie ook voor Beck bedoeld, maar nadat Pink een cover van het nummer wilde maken, besloot Beck het nummer maar volledig aan Pink te geven in plaats van het zelf uit te brengen. De originele versie van Beck werd later geplaatst op de website van William Orbit. De versie van Pink werd een hit in Europa en Oceanië. In de Nederlandse Top 40 haalde het de 13e positie, en in de Vlaamse Ultratop 50 de 21e. In Amerika sloeg het nummer niet echt aan; het haalde de 60e positie in de Billboard Hot 100.